# Pediobius calamagrostidis
Pediobius calamagrostidis är en stekelart som beskrevs av Dawah 1988. Pediobius calamagrostidis ingår i släktet Pediobius och familjen finglanssteklar.
Artens utbredningsområde är:
- Finland.
- Tyskland.

Inga underarter finns listade i Catalogue of Life.